# Оптична спектроскопія

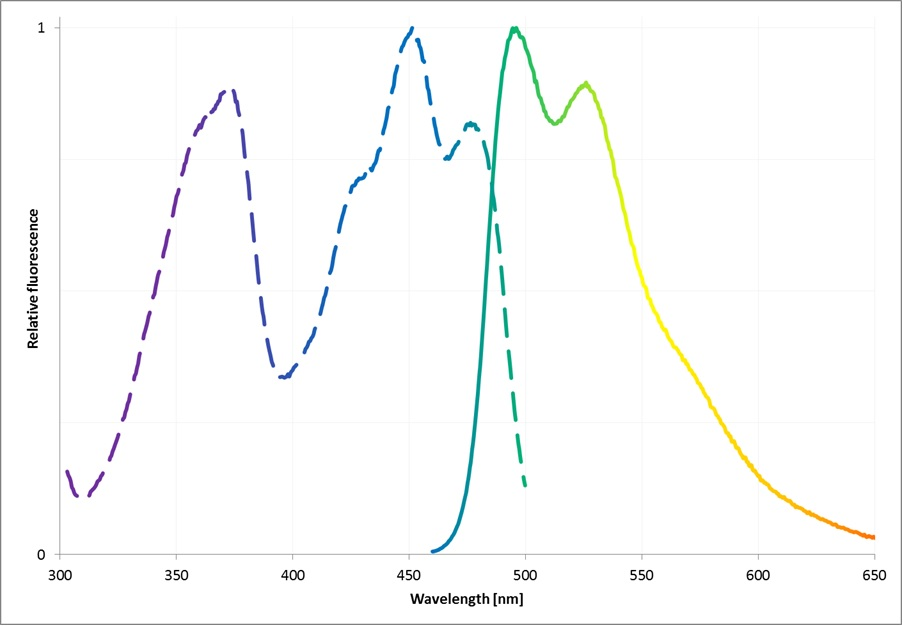
Спектри збуджения та випроміннювання FMN-зв'язуючих флуоресцентних белків, записанные з допомогою спектрофотометру PTI QuantaMaster 40

 Оптична спектроскопія  — різновид спектроскопії електромагнітного випромінювання, яка вивчає взаємодію між світлом та речовиною. Історично ця галузь науки виникла, коли для дослідження структури матерії використовували світло видимого спектра, але пізніше почали застосовувати ультрафіолетовий та інфрачервоний спектральні діапазони (тобто приблизно від 180 нанометрів до 100 мікрометрів). За допомогою цього методу була отримана значна інформація про будову речовин на атомно-молекулярному рівні.
Особливість оптичної спектроскопії порівняно з іншими видами спектроскопії полягає в тому, що більша частина структурно організованої матерії (над атомним рівнем) резонансно взаємодіє з електромагнітним полем саме в оптичному діапазоні частот. Тому цей вид спектроскопії сьогодні широко використовується для отримання інформації про речовину. Взаємодія випромінювання з речовиною описується його оптичними властивостями (діелектричною проникністю, коефіцієнтом поглинання, коефіцієнтом відбиття, показником заломлення, випромінювальною здатністю, люмінесценцією, розсіюванням та ін.)
Оптична спектроскопія також широко використовується в астрономії та дистанційному зондуванні. Більшість великих телескопів обладнані спектрографами, які використовується для визначення хімічного складу та фізичних властивостей астрономічних об'єктів або для визначення їх швидкостей руху шляхом вимірювання зсуву їхніх спектральних ліній через ефект Доплера.
Оптичні властивості матеріалів визначаються їх енергетичною структурою, яка включає як зайняті, так і вільні електронні рівні енергії, а також рівні енергії атомних коливань молекул або кристалічної решітки. Можливі переходи між цими енергетичними рівнями як функція енергії фотона специфічні для кожного матеріалу, в результаті чого спектри також унікальні. Завдяки цьому оптична спектроскопія широко використовується у фізиці, хімії, біології, геології та ін. для якісного та кількісного аналізу. Оптичні спектри також змінюються залежно від температури, тиску, зовнішнього електричного та магнітного полів тощо, що дозволяє отримати суттєву інформацію про досліджувану речовину, а також перевірити правдивість теоретичних моделей.

## Емісійна та абсорбційна спектроскопія
Коли світло з безперервним спектром енергії проходить через газ або плазму, частина фотонів поглинається електронами в атомах, змінюючи їхні енергетичні рівні та збуджуючи їх. Збуджені електрони починають спонтанно випромінювати світло, повертаючись на нижчий енергетичний рівень. Процес називається спонтанним випромінюванням. Спектр випромінюваного світла, а саме довжина хвилі, яскравість і ширина цих спектральних ліній дозволяють отримати інформацію про склад і фізичні властивості газу або плазми (метод емісійної спектроскопії). Якщо спостерігати спектр хвилі, що пройшла, то він уже не є безперервним, а в ньому спостерігається серія темних (поглинальних) ліній, оскільки при збудженні електрони поглинають певні частоти і діють як енергетичний фільтр. Це принцип роботи абсорбційної спектроскопії.
При більш детальному розгляді виявляється, що деякі спектральні лінії випромінювання складаються з окремих компонентів. Це пов'язано зі спін-орбітальною взаємодією між спіном і рухом самого зовнішнього електрона. Коли атом поміщається в магнітне поле, спектральні лінії розщеплюються на три або більше складових. Це явище, відоме як ефект Зеемана, зумовлене взаємодією між прикладеним зовнішнім магнітним полем і магнітним моментом атома та його електронів. Деякі атоми можуть мати більше ніж одну електронну конфігурацію з однаковим енергетичним рівнем і спільною спектральною лінією. Зовнішнє магнітне поле зміщує електронні конфігурації на інші енергетичні рівні, викликаючи розщеплення спектральної лінії на кілька компонентів. Наявність зовнішнього електричного поля також може спричинити подібне розщеплення та невеликий зсув спектральних ліній — ефект, який називається ефектом Штарка.